# Paratyndaris coursetiae
Paratyndaris coursetiae es una especie de escarabajo barrenador metálico del género Paratyndaris, de la familia Buprestidae, orden Coleoptera.

## Distribución
Se distribuye por las ecozonas del Neártico y Neotrópico.

## Taxonomía
Fue descrita por Fisher en 1919 y publicada en Fisher W. S. Descriptions of a new genus and species of Buprestidae from Arizona (Col.). Proceedings of the Entomological Society of Washington 21(4):91-93. (1919).
.